# 諏訪間駅
諏訪間駅（すわまえき）は、福井県吉田郡永平寺町諏訪間にかつてあった京福電気鉄道永平寺線の鉄道駅である。

## 駅構造

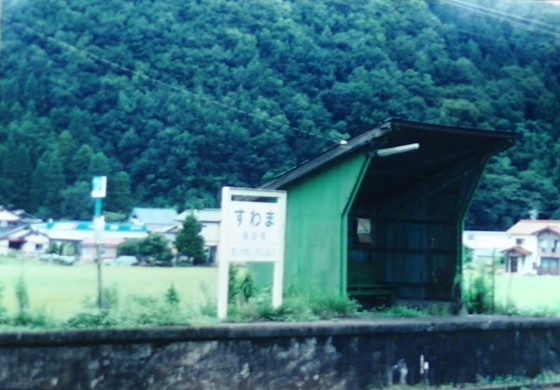
待合室と駅名標（2001年8月 ※当時は営業休止中）

単式ホーム1面1線の無人駅。

## 歴史
- 1925年（大正14年）9月16日：永平寺鉄道永平寺口（後の東古市） - 永平寺門前（後の永平寺）間開業に合わせ開業。
- 1930年（昭和5年）6月14日：廃止。
- 1950年（昭和25年）6月1日：京福電気鉄道により再開。
- 2001年（平成13年）6月25日：前日に発生した越前本線の衝突事故を受けての京福福井鉄道部全線運行休止により休止。
- 2002年（平成14年）10月21日：永平寺線東古市 - 永平寺間廃線に伴い廃駅。

## 隣の駅
京福電気鉄道
永平寺線
東古市駅 - 諏訪間駅 - 京善駅